# الیمیت
الیمیت (به هلندی: Ellemeet) یک منطقهٔ مسکونی در هلند است که در اسخائن-دایفه‌لاند واقع شده‌است. الیمیت ۳۳۸ نفر جمعیت دارد.